# 밤색긴혀박쥐
밤색긴혀박쥐(Lionycteris spurrelli)는 주걱박쥐과 긴혀박쥐아과에 속하는 박쥐의 하나이다. 남아메리카와 중앙아메리카에서 발견된다. 밤색긴혀박쥐속(Scleronycteris)의 유일종이다.

## 특징
작은 박쥐로 몸길이가 46~57mm, 전완장이 32~37mm, 꼬리 길이가 5~8mm이다. 발 길이는 8~11mm이고, 귀 길이는 10~14mm, 몸무게는 최대 10g이다. 등쪽은 짙은 갈색과 불그스레한 갈색, 거무스레한 색을 띠지만 배쪽은 갈색과 올리브색이다. 주둥이는 가늘고 길다. 잎코는 짧고 넓다. 핵형은 2n=28, FN=50이다.

## 생태
동굴과 바위 굴 또는 관개 수로에 은신한다. 먹이는 꽃꿀과 꽃가루이다. 연중 번식을 한다.

## 분포 및 서식지
파나마와 남아메리카의 콜롬비아부터 베네수엘라, 가이아나, 수리남, 프랑스령 기아나, 에콰도르 동부, 페루, 브라질 북부를 거쳐 볼리비아 북부까지 널리 분포한다. 해발 최대 1,400m 이하의 우림과 교외, 농장에서 서식한다. 특히 남아메리카의 이차림과 사바나 지역에서도 발견된다.